# Dungarpur (ciutat)

Bandera del principat de Dungarpur

Dungarpur és una ciutat del sud de Rajasthan a l'Índia, capital del districte de Dungarpur. La seva població el 2001 era de 42.514 habitants (el 1901 tenia 6094 habitants). Fou declarada municipalitat el 1897.

## Història
- Vegeu Dungarpur